# Demnia
Demnia is een rollenspel dat zich afspeelt in een fantasiewereld vergelijkbaar met dat van The Lord of the Rings en andere verhalen. Het spel doet enigszins denken aan Dungeons and Dragons en heeft daarnaast invloeden van verschillende online games en andere tabletop games. 
Net zoals bij vele pen and paper rpg's wordt hier een karakter voor gemaakt en speelt het zich merendeel af in verhaalvorm. De GM (gamemaster) bepaald het uiterlijk van de wereld en vele van de gebeurtenissen, maar de grote lijn van het verhaal wordt gecreëerd door de spelers zelf. Hun acties en keuzes beïnvloeden de koers van het verhaal en soms beïnvloeden de spelers op die wijze ook direct of indirect elkaar.
Demnia is begonnen in 2007 met een tijdelijke tussenstop tussen 2010 en 2012. Al sinds 2012 is het forumspel weer volop actief. De Demnia forum rpg is onderdeel van de Demnia, Fantasy Lifestyles webshop. 